# کلم (ورزقان)
کلم یکی از روستاهای استان آذربایجان شرقی است که دردهستان بکرآباد بخش مرکزی شهرستان ورزقان واقع شده‌است.این روستا بعداز تبدیل ورزقان به شهرستان از کلیبر جدا و به همراه تعدادی از روستاهای حسن اوو به ورزقان الحاق شد.خانواده‌های اسعدی از خاندان های مشهور حسن اوو از نوادگان اسعدخان آصف الدوله و فرزند دانشمند وی بنام میرزا احمدخان قوام العلوم می باشند که قرنهای متمادی مشعل دار علوم و معارف در منطقه قره داغ بودند، اصالتشان از این روستا است جمعیت این روستا در سال ۱۴۰۱(۲۰۲۲) بیش از ۱۰۰ نفر است